# China Traded Index
China Traded Index (abgekürzt CNX) ist ein in Zusammenarbeit mit der Börse Shanghai von der Wiener Börse in Echtzeit berechneter Aktienindex der an der Börse in Shanghai gehandelten wichtigsten Unternehmen. Der Index wurde als handelbarer Index und seine Berechnung als rechtlich geschützte Dienstleistung gestaltet.
Es handelt sich dabei um einen kapitalisierungsgewichteten Preisindex, der derzeit 32 an der Börse Shanghai gehandelte chinesische Aktien der Kategorie A beinhaltet  und am 3. Januar 2005 einen Startwert 1.000 Punkte erhielt. Seit dem 5. Dezember 2005 wird der CNX in den Währungen Euro, US-Dollar und Renminbi Yuan berechnet. Dividendenzahlungen werden dabei nicht berücksichtigt. 
Um den Gesamtmarkt besser abbilden zu können, ist die maximale Gewichtung einer einzelnen Aktiengesellschaft auf 20 Prozent beschränkt.